# فرانك باتريك أوكونور
فرانك باتريك أوكونور (بالإنجليزية: Frank Patrick O'Connor)‏ هو سياسي كندي، ولد في 9 أبريل 1885 في كندا، وتوفي في 21 أغسطس 1939 في تورونتو في كندا. حزبياً، نشط في الحزب الليبرالي الكندي. وقد انتخب عضو مجلس الشيوخ الكندي.